# Virgin America
Virgin America to dawna amerykańska tania linią lotnicza założona przez Richarda Bransona, właściciela Virgin Group. Jej głównym założeniem było zapewnianie tanich przelotów przy zachowaniu wysokiego standardu dla lotów długodystansowych pomiędzy metropoliami wschodniego i zachodniego wybrzeża Stanów Zjednoczonych. Główną bazą linii było lotnisko San Francisco International. Pierwszy lot w barwach Virgin America odbył się 8 sierpnia 2007 roku na trasie pomiędzy San Francisco a Nowym Jorkiem. W kwietniu 2016 roku ogłoszono sprzedaż linii do grupy Alaska Airlines za 2,6 mld USD. Ostatni lot pod marką Virgin odbył się 25 kwietnia 2018 roku.

## Własność i współpraca
Zgodnie z amerykańskim prawem jedynie 25% udziałów amerykańskich linii lotniczych może być w rękach zagranicznych inwestorów, a kontrolę nad nimi muszą sprawować obywatele Stanów Zjednoczonych. Stąd też 75% udziałów Virgin America należy do Black Canyon Capital LLC, który to jest odpowiedzialny za obsadzenie dwóch trzecich zarządu. Pozostałe udziały należą do Virgin Group, która to udziela także praw do wykorzystania swojej marki.
Siedzibą główną Virgin America jest Burlingame w Kalifornii. Linie są niezależną firmą, która nie jest zmuszona do działania w porozumieniu z innymi podmiotami działającymi pod marką Virgin. Mimo to pozostałe linie lotnicze Virgin pozostają liniami partnerskimi Virgin America.

## Porty Docelowe

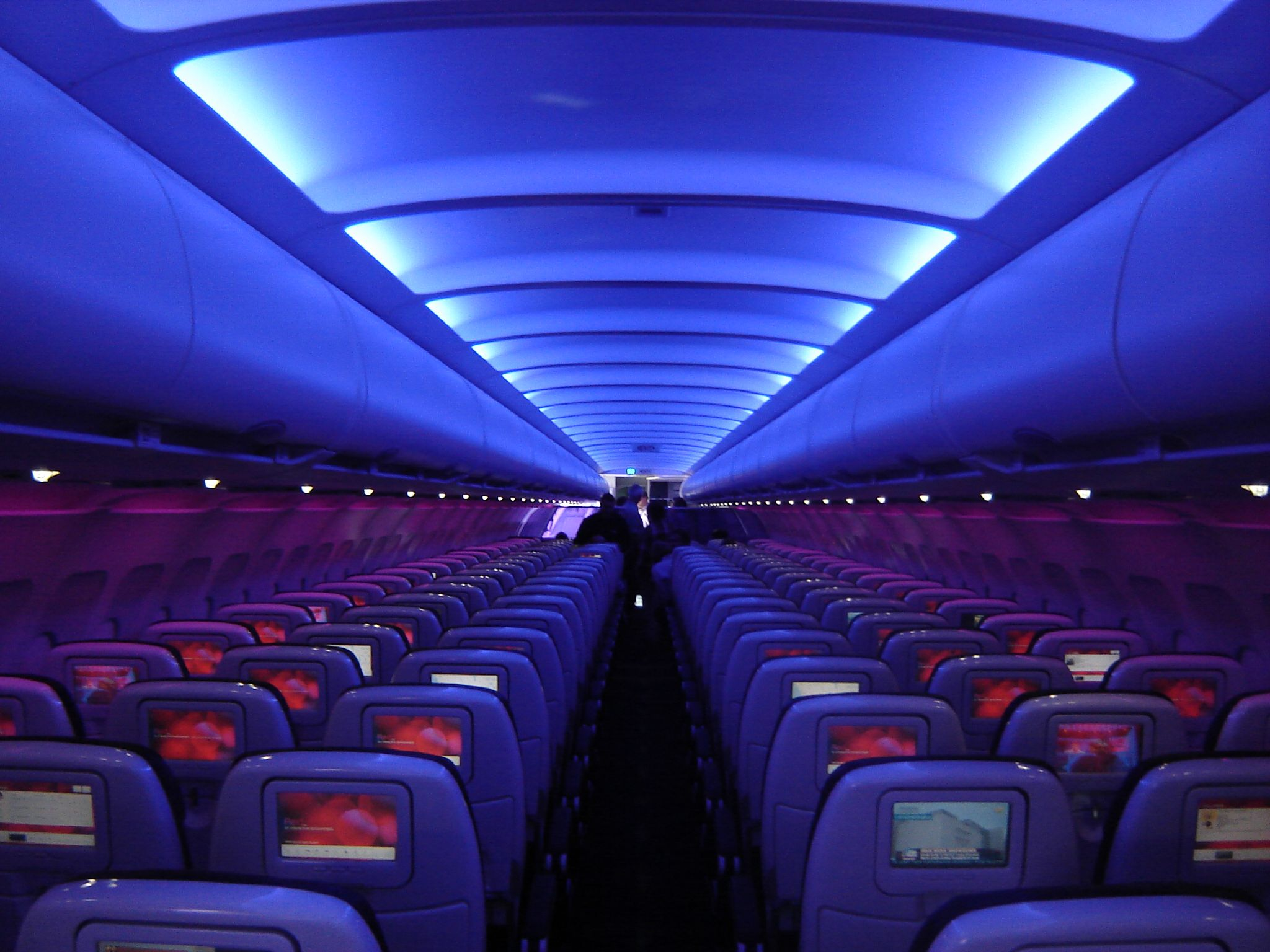
Główna Kabina

Virgin America obecnie lata do 6 miejsc w Stanach Zjednoczonych.

### USA
Kolorado
- Denver (Port lotniczy Denver)

#### Kalifornia
- Los Angeles (Port lotniczy Los Angeles)
- San Diego (Port lotniczy San Diego)
- San Francisco (Port lotniczy San Francisco) Hub

#### Nevada
- Las Vegas(Port lotniczy Las Vegas-McCarran)

#### Nowy Jork
- Nowy Jork (Port lotniczy Johna F. Kennedy'ego)

#### Wirginia
- Waszyngton (Port lotniczy Waszyngton-Dulles)

#### Teksas
- Dallas (Port Lotniczy Dallas-Love)

## Kabina Pasażerska

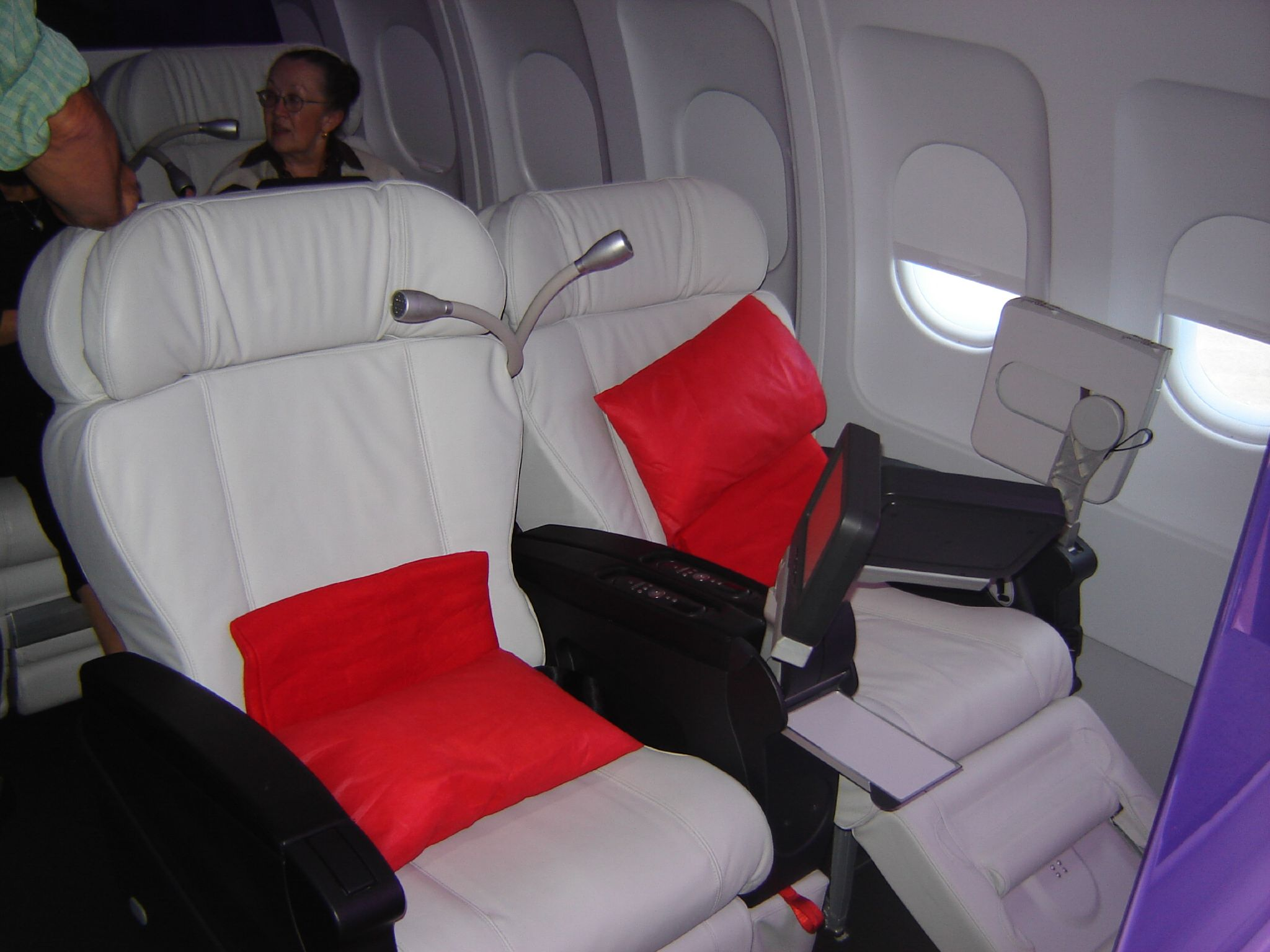
Kabina Pierwszej Klasy

### Pierwsza Klasa
Pierwsza klasa jest dostępna na wszystkich lotach i we wszystkich samolotach. Siedzenia mają wysokość 55 cali i szerokość 28 cali.Podróżujący tą klasą otrzymują darmowe posiłki, przekąski, napoje (również alkoholowe). Wszystkie fotele są wyposażone w indywidualne monitory oferujące dostęp do bezpłatnej telewizji satelitarnej, filmów, gier oraz gniazdko dla laptopa. Fotele wyposażone są również w funkcje masażu.

### Klasa Ekonomiczna
Kabina klasy ekonomicznej jest dostępna na wszystkich lotach i we wszystkich samolotach. Fotele mają szerokość 32 cali. Podczas lotu pasażerowie mogą kupować przekąski, posiłki i alkohole. Wszystkie fotele są wyposażone w indywidualne ekrany, które oferują bezpłatną telewizję satelitarną, płatne filmy, kilka bezpłatnych gier oraz gry płatne. Dostępne są również gniazdka zasilające laptopa.